# OVB Magyarország
Az OVB Vermögensberatung Kft. (rövidítve: OVB) Magyarországon 1992 óta van jelen, és jelenleg 50-nél több irodában dolgoznak tanácsadóik országszerte.  A magyar összpénzpiaci tanácsadói szektor piacvezető tanácsadó vállalata 2015-től.

## Története
Anyavállalata az OVB Holding az első német vagyoni tanácsadó vállalatok egyike, 1970-ben Kölnben alapították. Az OVB több mint 50 év alatt Európa egyik vezető pénzügyi szolgáltató cégévé vált. Jelenleg 16 országban vannak jelen. 
A németországi anyavállalatnál és minden egyes európai leányvállalatnál azonos standardok a mérvadók, de minden országképviselet specifikusan, a hazai viszonyokra koncentrálva működik.

## Üzleti modell
Az OVB egy olyan üzleti modellen alapul, amely a széles körű pénzügyi koncepció keretében az ügyfelek igényeit és céljait állítja a középpontba, ugyanakkor az OVB karrierrendszerén belül tanácsadóik számára stabil kereteket biztosít az önálló vállalkozói tevékenységhez. Az MLM (multi level marketing) rendszeren alapuló cég, az újonnan érkező munkatársak közeli barátaik és hozzátartozóik révén jutnak első sorban új ügyfelekhez amely később bővíthető az általuk adott ajánlásokkal. Fizetési rendszerük teljes mértékben jutalék alapon van, így kizárólag a sikeresen szerződött ügyfelek után írható jóvá valós fizetés. Az OVB folyamatos továbbképzésben, oktatásokban részesíti tanácsadóit, amivel mindig naprakészek a pénzügyeket illetően.
Magyarországon a banki és biztosító termékek mellett nagy hangsúlyt fektetnek a különböző adókedvezmények és támogatások megigénylésére. Ügyfeleiknek meglévő kiadásaikon spórolnak, és segítenek hosszútávon anyagi tartalékot képezni.

## OVB Akadémia
Az OVB saját oktatási központtal rendelkezik, amely a tanácsadóik továbbképzése mellett arra is lehetőséget nyújt, hogy a hallgatók a tanfolyamot elvégezve az OVB-nél megszerezhetik a munkához szükséges hatósági tanúsítványt, amellyel elindulhatnak a pénzügyi szakma irányába. 

## Tényszámok
Az OVB Magyarország 2021-es pénzügyi évben elért 10,3 Mrd HUF közvetítői bevétele 14 %-os növekedésnek felel meg az előző évi 9 Mrd HUF értékhez képest. A kiszolgált ügyfelek száma 2021-ben meghaladta a  300e főt. 